# Puerto Pilcomayo
Puerto Pilcomayo es una localidad del departamento Pilcomayo, en la provincia de Formosa, Argentina. Se encuentra en la margen derecha del río Paraguay, a pocos kilómetros de la desembocadura del río Pilcomayo, destacándose el uso del puerto para pesca deportiva. Frente a Puerto Pilcomayo se halla la ciudad de Lambaré en el Paraguay.
Se accede desde la ciudad de Clorinda, de la cual depende administrativamente, a través de la Ruta Nacional A011.

## Población
Cuenta con 669 habitantes (Indec, 2010), lo que representa un incremento del 183% frente a los 236 habitantes (Indec, 2001) del censo anterior.
| Gráfica de evolución demográfica de Puerto Pilcomayo entre 1991 y 2010 |
|                                                                        |
| Fuente: Censos nacionales del INDEC                                    |